# 1985年6月逝世人物列表
1985年逝世人物列表：1月 - 2月 - 3月 - 4月 - 5月 - 6月 - 7月 - 8月 - 9月 - 10月 - 11月 - 12月
1985年6月逝世人物列表，是用于汇总1985年6月期间逝世人物的列表。

## 依日期排序

### 1日
- 伊內斯·阿爾法尼-泰利尼，義大利歌劇演唱家（女高音）和聲樂教師
- 赫伯特·大衛，蘇台德德國律師、政治家（NSDAP）、聯邦議院議員和黨衛黨領袖
- 理查·格林，英國演員
- 瑪麗亞·克內貝爾，俄羅斯和蘇聯女演員、導演和大學講師
- 加斯頓·雷布法特，法國登山家
- 安妮塔·夏普-博斯特，愛爾蘭女演員

### 2日
- 喬治·布朗，英國政治家
- 馬克·漢納福德，美國政治家
- 弗朗茨·科里內克，奧地利政治家和部長
- 萊昂哈德·庫珀斯，德國神父、藝術史學家和作家
- 安德里·皮爾，瑞士作家

### 3日
- 陈倬，74岁，中华民国陆军少将。
- 威廉·巴克利，美國中央情報局特工
- 卡爾·奧伯邁爾，巴伐利亞演員
- 弗里茨·薩爾姆，德國政治家（KPD，DKP），聯邦議院議員

### 4日
- 吉伯特·萊利，法國詩人、作家和超現實主義者
- 西格爾男爵撒母耳·西格爾，英國政治家、下議院議員和醫生

### 5日
- 喬治-布朗勳爵，英國政治家
- 約瑟夫·伯克，奧地利眼科醫生
- 齊格弗裡德·弗萊貝格，奧地利圖書館員和作家
- 康斯坦丁·馮·哈夫納，德國動物學家
- 弗雷德·馬歇爾，美國政治家
- Diarmaid Ó Súilleabháin，愛爾蘭作家
- 約瑟夫·瑪麗亞·魯斯，德國神職人員，美因茨輔理主教
- 弗里德里希·斯佩爾，德國經濟學家
- 约翰娜·沃尔夫，阿道夫·希特勒的德國私人秘書

### 6日
- 諾曼·沃克，英國商人
- 弗拉基米爾·揚凱萊維奇，法國哲學家和音樂學家[1]
- 威利·博克蘭特，比利時自行車手
- 雷蒙德·赫爾，英裔加拿大作家
- 倫納德·萊克，美國連環殺手
- 庫爾特·蘭克，德國語言學家和民俗學家，敘事研究者
- 彼得·謝爾克，德裔加拿大數學家
- 伊莉莎白·沃邁耶（Elisabeth Vormeyer），德國政治家（CDU），德國婦女協會聯合創始人

### 7日
- 斯坦利·斯金納，職業冰球運動員[2]
- 魯道夫·伯克特，捷克滑雪者
- 喬治亞·黑爾，美國女演員
- 馬克斯·米查萊克，德國足球運動員

### 8日
- 胡风，82岁，中国诗人。
- Afet İnan，土耳其歷史學家和社會學家
- 弗里茨·凱勒，法國足球運動員
- 查理斯·勒梅爾，美國服裝設計師
- 赫爾穆特·沃爾特斯，捷克裔德國作家

### 9日
- 克利福德·埃文斯，英國演員
- 川口松太郎，日本小說家
- 格哈德·格林普，德國音樂教師、合唱團指揮和作曲家
- 阿方斯·盧茨，瑞士藥劑師和藥學歷史學家
- 荷馬·皮爾遜（Homer L.Pearson），美國政治家
- 沃爾特·弗朗茨·烏薩德爾，德國宗教教育家和實踐神學教授
- 本諾·沃爾多夫，德國畫家和平面藝術家

### 10日
- 唐文標，49岁，台湾数学家。
- 岳维藩，71岁，太原市原市长。
- 喬治·錢德勒，美國演員
- 安東·杜舍克，奧地利演員
- 卡洛斯·普伊格，烏拉圭政治家

### 11日
- 邹秉文，91岁，中国农学家。
- 凱倫·安·昆蘭，美國死亡權爭議史上的重要人物。[3]
- 弗朗茨·巴雷特，德國政治家（FDP），聯邦議院議員
- 埃裡希·艾歇爾，德國新教神學家和主教

### 12日
- 华罗庚，76岁，中国数学家，中華民國中央研究院第1屆數理科學組院士。[4]
- 赫爾穆特·普萊斯納，92岁，德国哲学家。
- 理查·博勒，德國外交官
- 多米尼克·拉芬，法國女演員
- 皮埃爾·塔爾-科特，法國畫家
- Hansjürgen Weidlich，德國作家和藝人

### 13日
- 漢斯-海因里希·雷克維格，德國醫生
- 萊因霍爾德·馮·森佈施，德國植物學家

### 15日
- 珀西·芬德，英國板球運動員[5]
- 卡爾·威廉·克勞伯格	德國衛生學家、細菌學家和大學講師
- 阿道夫·加瑟，瑞士歷史學家
- 井上有一，日本畫家、書法家
- 馬丁·萊加拉·特萊切亞，西班牙神父，聖地牙哥·德·韋拉瓜斯主教
- 安迪·斯坦菲尔德，美國短跑運動員和奧運會金牌得主
- 羅伯特·斯泰瑟姆，美國海軍的美國潛水夫
- 諾伯特·蒂茨，德國政治家（基民盟）
- 羅爾夫·特雷克斯勒，德國木偶師
- 雅各·溫巴赫，奧地利主教，維也納輔理主教

### 16日
- 老約翰·布朗（John Y. Brown Sr.），美國政治家
- 埃利亞斯·庫特，敘利亞神職人員，巴西梅爾基特派主教
- 亞歷克西斯·菲茨傑拉德（Alexis FitzGerald Sr.），愛爾蘭政治家
- 塞諾·科薩克，奧地利建築師、舞台設計師、設計師和畫家
- 阿洛伊斯·默特斯，從1982年到去世，德國外交官、政治家（CDU）和外交部國務部長
- 海拉·內伯隆，德國芭蕾舞演員和畫廊老闆
- 哈裡·奧利弗，加拿大冰球運動員

### 17日
- 喬治·傑克遜，英格蘭足球運動員
- 約翰·博爾廷，英國電影製片人、導演和編劇
- 彼得·德·薩默，佛蘭德醫生和生物學家
- 切斯瓦夫·馬雷克，波蘭作曲家和鋼琴家
- 弗里茨·莫爾齊克，德國飛行員和軍官，最近是少將
- 基里尔·莫斯卡连科，俄羅斯軍隊，蘇聯元帥
- 谷口雅春，日本作家、小說家和宗教運動“Seichō no Ie”的創始人

### 18日
- 永野一男，33歲，日本詐騙犯，豐田商事事件主謀。
- 保羅·科林，法國商業藝術家、裝飾家和畫家
- 伊迪絲·戈林斯基，德國詩人和童話作家
- 路德維希·希爾瑪·克雷斯，德國土木工程師和建築師
- 康拉德·拉敦斯基，德國黨衛軍領導人和工作人員

### 19日
- 邦妮·內特爾斯，美國宗教領袖
- 邁蘭·埃克納揚，鑽石經銷商和藝術品收藏家
- 伊爾卡·格杜，匈牙利平面藝術家和畫家
- 瑪雅·弗拉基米羅夫娜·克裡斯塔林斯卡婭，蘇聯流行歌手
- 伯納德斯·亨德里克斯·斯托爾特，荷蘭古典歷史學家和語言學家

### 20日
- 愛德華·克拉森，德國政治家（SPD），聯邦議院議員
- 威廉·馮·格羅爾曼，德國政治家（NSDAP），聯邦議院議員，黨衛軍和衝鋒隊領導人和警察局長
- 威利·維爾納·麥克，德國法律學者和政治學家、政治家（基民盟）、科布倫茨市長
- 沃爾特·皮塞克，奧地利電視記者和作家

### 21日
- 劉傳來，85岁，台湾医学家。
- 辛志平，73岁，國立新竹高級中學首任校长。
- 卡爾·安德列森，德國新教神學家和教會歷史學家
- 布魯諾·布蘭德斯，德國律師和政治家（基民盟），聯邦議院議員，聯邦議院議員
- 維爾納·德魯斯，德裔美國畫家和版畫家
- 塔格·埃兰德，瑞典政治家，議會議員，首相
- 瑪麗安·弗羅斯特格，奧地利社會工作者、教師和心理學家
- 赫爾曼·哈勒，瑞士電影剪輯師、電影導演和編劇
- 海納·克魯澤，德國政治家（SPD），聯邦議院議員
- 查理斯·沃伊特科斯基，美國漫畫作家和藝術家

### 22日
- 皮埃爾·德萊爾，法國作家
- 伊迪絲·尤肯-埃爾德西克，德國文化哲學家和作家
- 約瑟夫·法穆拉，德國足球運動員
- 漢斯·斯瓦岑斯基，德國藝術史學家

### 23日
- 伊爾卡·波爾，德國-波蘭戲劇家、翻譯和導演
- 恩斯特·馮·卡默勒（Ernst von Caemmerer），德國法律學者
- 卡爾·赫茨，德國工程師，政治家（SED），Reichsbahn主任
- 塞西爾·伊斯貝爾，美式橄欖球運動員和教練
- 休伯特·舒爾茨·佩倫加爾，德國政治家（中，基民盟），聯邦議院議員和地區行政長官

### 24日
- 瑪麗亞·法吉亞斯，匈牙利裔美國作家
- 沃爾特·赫茨格（Walter Herzger），德國平面藝術家和畫家
- 漢斯·瑪麗亞赫，奧地利跳臺滑雪運動員
- 彼特·麥卡德爾，愛爾蘭血統的美國長跑運動員
- 赫伯特·斯蒂勒，德國神經病學、精神病學和心理治療專家

### 25日
- 皮·維·克雷頓，美國藍調音樂家
- 莫裡斯·奧德爾·梅森，美國殺人犯

### 26日
- 歐文·阿爾佈雷希特，德國律師，第三帝國法官和薩爾州政治家（CDU），聯邦議院議員

### 27日
- 埃格林男爵威廉·埃文斯，英國地質學家
- Grete Hinterhofer，奧地利鋼琴家、音樂教師和作曲家
- 普雷斯頓·佩登（Preston E.Peden），美國政治家
- 若昂·波佐邦，巴西執事、傳教士和朝聖者母親運動的贊助者
- 埃利亞斯·薩基斯，黎巴嫩律師，黎巴嫩第27任總統

### 28日
- 詹姆斯·克雷格，美國演員
- 尤爾根·克萊恩（Jürgen Kleine），德國古典考古學家
- 米沙·斯波利安斯基，俄裔英國作曲家（歌劇、電影音樂）
- 林德·沃德，美國藝術家和作家

### 29日
- 海因里希·巴特爾姆斯，德國作曲家、管風琴家和音樂教育家
- 沃爾特·魯迪·萬德，德國法學家和聯邦憲法法院法官

### 30日
- 埃裡希·鮑萊森，德國生理學家和婦科醫生
- 馬克斯-約瑟夫·佩姆塞爾，德國軍官，最近擔任德國聯邦國防軍中將
- 拉爾夫·菲力浦，德國冰球運動員
- 哈鲁奥·雷梅利克，帕勞政治家，帕勞第一任總統
- 埃倫加德·施拉姆，德國政治家（SPD），聯邦議院議員
- 奧托·索恩萊特納，德國雕塑家
- 漢斯-奧托·伍斯特，德國物理學家